# Лучегорское городское поселение
Лучегорское городско́е поселе́ние — городское поселение в Пожарском районе Приморского края.
Административный центр — посёлок городского типа Лучегорск.

## История
Статус и границы городского поселения установлены Законом Приморского края от 7 декабря 2004 года № 191-КЗ «О Пожарском муниципальном районе»

## Население
| 2005    | 2009    | 2010    | 2011    | 2012    | 2013    | 2014    |
| ------- | ------- | ------- | ------- | ------- | ------- | ------- |
| 22 400  | ↘21 888 | ↘21 004 | ↘20 979 | ↘20 526 | ↘20 211 | ↘19 886 |
| 2015    | 2016    | 2017    | 2018    | 2019    | 2020    | 2021    |
| ↘19 720 | ↘19 578 | ↘19 352 | ↘19 146 | ↘18 931 | ↘18 876 | ↘17 437 |

## Состав городского поселения
В состав городского поселения входит один населённый пункт — пгт Лучегорск.

## Местное самоуправление
Администрация
Адрес: 692001, пгт Лучегорск, Общественный центр, здание № 1. Телефон: 8 (42357) 21-4-32
Глава администрации
- Козак Владимир Михайлович